# Mirian Goldenberg
Mirian Goldenberg (Santos, 11 de dezembro de 1956) é uma antropóloga e escritora brasileira, professora aposentada da Universidade Federal do Rio de Janeiro, referência nos estudos sobre gênero e envelhecimento.

## Vida
Mirian Goldenberg nasceu em Santos, filha de pai romeno, o advogado trabalhista Benjamin Goldenberg, e de mãe polonesa, Sara Goldenberg (nascida Sura Lérea), que chegaram ao Brasil aos cinco anos de idade. Mudou-se para São Paulo aos dezesseis anos.
Graduou-se em Fonoaudiologia na Pontifícia Universidade Católica de São Paulo, em 1977, ao mesmo tempo que se dedicava à militância política. Obteve título de mestre em Educação pela Pontifícia Universidade Católica do Rio de Janeiro, em  1980, com uma pesquisa sobre sobre a satisfação profissional do deficiente auditivo no mercado de trabalho. É Doutora em Antropologia Social pelo Museu Nacional da Universidade Federal do Rio de Janeiro, tendo defendido sua tese Toda Mulher é Meio Leila Diniz: gênero, desvio e carreira artística em 1994, sob orientação de Afrânio Raul Garcia Júnior.

## Realizações
É professora titular aposentada do Departamento de Antropologia Cultural e do Programa de Pós-graduação em Sociologia e Antropologia do Instituto de Filosofia e Ciências Sociais (IFCS) da Universidade Federal do Rio de Janeiro (UFRJ), onde começou a atuar em 1997.
É colunista, desde 2010, da Folha de S.Paulo e professora convidada da Casa do Saber do Rio de Janeiro. Seu TEDxSãoPaulo "A invenção de uma bela velhice" tem mais de um milhão e cem mil visualizações no YouTube.
Suas pesquisas versam sobre gênero, sexualidade, conjugalidade, corpo e envelhecimento, temas nos quais se tornou referência. 

## Escritos

### Livros
- Nicarágua, Nicaragüita - um povo em armas constrói a democracia (Ed Revan, 1987) ISBN 9788571060029
- Toda mulher é meio Leila Diniz (Ed. Record, 1995 e Best Bolso, 2008 - ISBN 9788577993796)
- A Outra (Ed. Record, 1997 - ISBN 9788501050120 e BestBolso, 2009)
- A arte de pesquisar: como fazer pesquisa qualitativa em ciências sociais (Ed. Record, 1997) ISBN 9788501096807
- De Perto Ninguém é Normal (Ed. Record, 2004 e BestBolso, 2011) ISBN 9788577993826
- Infiel: notas de uma antropóloga (Ed. Record, 2006) ISBN 9788501097057
- Coroas: corpo, envelhecimento, casamento e infidelidade (Ed. Record, 2008) ISBN 9788501096821
- Noites de Insônia: cartas de uma antropóloga a um jovem pesquisador (Ed. Record, 2008) ISBN 9788501097064
- Por que homens e mulheres traem? (Ed. BestBolso, 2010) ISBN 9788577993819
- Intimidade (Ed. Record, 2010) ISBN 9788501096838
- Tudo o que você não queria saber sobre sexo, com Adão Iturrusgarai (Ed. Record, 2012)
- A bela velhice (Ed. Record, 2013) ISBN 9788501100429
- Homem não chora. Mulher não ri (Ed. Nova Fronteira, 2013) ISBN 9788520937167
- Untreu (Ed. UVK, Alemanha, 2014) ISBN 9783744507226
- Coroas: corpo, sexualidade e envelhecimento na cultura brasileira (Ed. BestBolso, 2015)
- SeXo (Ed. Record, 2015) ISBN 9788501103901
- Por que os homens preferem as mulheres mais velhas? (Ed. Record, 2017) ISBN 9788501111043
- Liberdade, felicidade e ****-se! (Ed. Planeta, 2019) ISBN 9788542216479
- Liberdade, felicidade e ...! (Ed. 20/20, 2020, Portugal)

### Coletâneas
- Os novos desejos (Ed. Record, 2000) ISBN 9788501096852
- Nu & Vestido (Ed. Record, 2004) ISBN 9788501096845
- O corpo como capital (Ed. Estação das Letras e Cores, 2007) ISBN 9788560166053
- Corpo, envelhecimento e felicidade (Ed. Civilização Brasileira, 2011) ISBN 9788520011577
- Velho é lindo! (Ed. Civilização Brasileira, 2016) ISBN 9788520012734